# Anse
Anse település Franciaországban, Rhône megyében. Lakosainak száma 8139 fő (2022. január 1.). Anse Jassans-Riottier, Saint-Bernard, Pommiers, Theizé, Villefranche-sur-Saône, Ambérieux, Lachassagne, Limas és Lucenay községekkel határos.

## Népesség
A település népességének változása:
| Lakosok száma | 6588 | 6925 | 7253 | 7178 | 7443 | 7538 | 7754 | 7947 | 8139 |
|               | 2013 | 2015 | 2016 | 2017 | 2018 | 2019 | 2020 | 2021 | 2022 |